# Hemslavinnor (film, 1923)
Hemslavinnor är en svensk stumfilm från 1923 i regi av Ragnar Widestedt. 

## Om filmen
Filmen premiärvisades 24 september 1923  i Stockholm, Göteborg och Malmö. Den spelades in vid Bonnierateljén på Kungsholmen i Stockholm med exteriörer från Ränneslätt, Eksjö och Stockholm av Ragnar Westfelt. 
Som förlaga har man Axel Frische och Christian Bogøs pjäs Den ny Husassistent som uruppfördes på Sønderbro Teater i Köpenhamn 1920 med svensk premiär på Folkteatern i Stockholm 1921. Pjäsen har filmats tre gånger i Sverige och Dagmar Ebbesen har medverkat som huvudrollsinnehavaren Kristiana i alla tre filmerna.

## Rollista
- Dagmar Ebbesen – Kristiana Mikkelsen, husassistent
- Agda Helin – Grethe, hennes dotter, husassistent
- Elvin Ottoson – Palle Rasmussen, grosshandlare
- Karin Swanström – Mathilde Rasmussen, hans hustru
- Erik Hoffman – Josef, deras son
- Olav Riégo – Sophus Sörensen, lektor
- Lia Norée – Anna Sörensen, hans hustru
- Fritz Strandberg – Tobias Klementsen, kommissionär
- Tyra Dörum – Snickarfrun
- August Tollquist – Anselm, Kristianas bror
- Karl Hellgren – Einar Nielsen , Grethes fästman
- Emma Meissner – Fru Stjernholm, kund på arbetsförmedlingen
- Torsten Lennartsson – Ole Koborg, kund på arbetsförmedlingen
- Josua Bengtson – Lykke, snickare
- Hartwig Fock – Dammsugaragent
- Elsa Ebbesen-Thornblad – Arbetssökande flicka